# Cryptopimpla subfumata
Cryptopimpla subfumata là một loài tò vò trong họ Ichneumonidae.